# Vigna benuensis
Vigna benuensis là một loài thực vật có hoa trong họ Đậu. Loài này được Pasquet & Marechal miêu tả khoa học đầu tiên.